# T. Jefferson Coolidge
Thomas Jefferson Coolidge (* 26. August 1831 in Boston, Massachusetts; † 17. November 1920) war ein US-amerikanischer Wirtschaftsmanager und Diplomat, der unter anderem zwischen 1892 und 1893 Außerordentlicher Gesandter und Bevollmächtigter Minister in Frankreich war.

## Leben
Coolidge war das jüngste von sechs Kindern von Joseph Coolidge und dessen Ehefrau Eleonora „Ellen“ Wayles Randolph Coolidge, einer Enkelin von US-Präsident Thomas Jefferson. Einer von Coolidges Brüdern war Phillip Sidney Coolidge und zu seinen Neffen zählte Archibald Cary Coolidge. Nach dem Besuch privater Internate in London, Genf und Dresden begann er ein Studium an der Harvard University, das er bereits 1850 abschloss. Durch Vermittlung seines Schwiegervaters William Appleton, der auch Mitglied des US-Repräsentantenhauses aus Massachusetts war, wurde er 1857 Finanzdirektor des Baumwoll- und Textilunternehmens Boott Mills. Später war er auch Finanzdirektor der Lawrence Manufacturing Company, der Amoskeag Mills sowie Präsident des Eisenbahnunternehmens Atchison, Topeka and Santa Fe Railway. 1889 nahm er an der Panamerikanische Konferenz teil.
Am 12. Mai 1892 wurde Coolidge zum Außerordentlichen Gesandten und Bevollmächtigten Minister in Frankreich ernannt und übergab als Nachfolger von Whitelaw Reid am 10. Juni 1892 sein Akkreditierungsschreiben. Er verblieb auf diesem Posten bis zum 4. Mai 1893 und wurde daraufhin von James B. Eustis abgelöst. 1896 wurde er Mitglied der Steuerkommission von Massachusetts (Massachusetts Taxation Commission) sowie 1898 Mitglied der Vereinten Hohen Kommission von Kanada, Neufundland, der USA und des Vereinigten Königreiches zur Regelung der Grenzen, Fischerei, Tötung von Pelzrobben, Bewaffnung an den Seen und Warentransporte in Alaska.
Aus seiner 1852 geschlossenen Ehe mit Hetty Sullivan Appleton Coolidge gingen seine Tochter Eleonora „Nora“ Randolph Coolidge Sears sowie sein Sohn Thomas Jefferson Coolidge, Jr. hervor. Seine Enkelin war die Tennisspielerin Eleonora „Eleo“ Randolph Sears, die die US-Tennismeisterschaft im Doppel 1911, 1915, 1916 und 1917 gewann. Nach seinem Tode wurde er auf dem Mount Auburn Cemetery in Cambridge beigesetzt.

## Veröffentlichung
- The autobiography of T. Jefferson Coolidge, 1831–1920, posthum, Boston Houghton Mifflin Company, 1923